# Dores André
Dores André (Vigo, 14 de julio de 1985) es una bailarina de ballet española. En la actualidad, es primera bailarina del Ballet de San Francisco (USA). Considerada por diferentes coreógrafos como una de las diez mejores bailarinas del mundo en la actualidad, ha participado en más de 100 obras por diferentes países.

## Inicio profesional
Comenzó a bailar en su ciudad natal, Vigo, Galicia, a los 11 años comenzó su formación en la escuela Esperanza Arrondo; posteriormente tras brillar en un concurso nacional, la prestigiosa escuela de María de Ávila decide becarla a la edad de 12 años por su potencial. Tras cinco años, comienza su carrera profesional con estancias en Florencia (Escuela Maggio Musicale) y Londres (English National Ballet) hasta llegar al Ballet de San Francisco donde fue solista desde 2012, y posteriormente primera bailarina desde 2015.

## Actualidad
Entró en el cuerpo de baile del Ballet de San Francisco en 2004. En 2012 se convirtió en solista para, en 2015 pasar a ser primera bailarina; el mismo puesto que ocupa en la actualidad. Ha actuado como protagonista en obras como La cenicienta, Giselle o Romeo y Julieta. Ha actuado por todo el mundo incluyendo increíbles actuaciones en el Teatro Bolshoi, Florencia, Londres e Islandia.
Paralelamente a su faceta de bailarina, investiga y combina su actividad con los estudios de diseño industrial, que terminó de modo formal en 2020, llevándola, por ejemplo a diseñar los trajes del Ballet Nacional de Estonia. 

## Obras
Repertorio de Dores André con el Ballet de San Francisco. 
- Agon (1st pas de trois)
- La Bayadère, Act II (Solo Shade in “The Kingdom of the Shades”)
- Le Carnaval des Animaux (Hen)
- Cinderella (Cinderella, Stepsister Clementine, Spirit of Spring/Lightness, and Spanish Princess)
- The Concert
- Coppélia (Swanilda, Swanilda’s Friends, and Jesterettes)
- Dances at a Gathering (Blue)
- Divertimento No. 15 (3rd solo and pas de trois)
- Drink to Me Only With Thine Eyes
- Don Quixote (Kitri, Mercedes, Kitri’s Friends, and Gypsies)
- The Firebird (Princess)
- Frankenstein (Elizabeth Lavenza)
- Giselle (Myrtha, Solo Wili, and Peasant pas de cinq)
- In the Night (1st pas de deux)
- "Emeralds", "Rubies" and "Diamonds" from Jewels
- The Little Mermaid (Henriette/The Princess and Bridesmaids)
- The Nutcracker (Maid, Ballerina Doll, Queen of the Snow, Snowflakes, Spanish, French, Flowers, Sugar Plum Fairy, and Grand Pas de Deux)
- Onegin (Olga)
- Raymonda Act III (2nd solo and pas de trois)
- The Rite of Spring
- Romeo & Juliet (Juliet and Acrobats)
- Rush
- Sandpaper Ballet
- The Sleeping Beauty(Fairy of Serenity, White Cat, Little Lilacs, Nymphs, Pas de Six/Diamond Fairy, and The Enchanted Princess/Bluebird pas de deux)
- Serenade (Ángel)
- Symphony #9 and Chamber Symphony in Shostakovich Trilogy
- Stars and Stripes (Finale)
- Suite en Blanc (Pas de cinq and Sieste)
- Swan Lake (Act I pas de trois, Aristocrats, Cygnets, Swan Maidens, Neapolitan, and Russian Princess)
- Symphony in C (2nd movement demi-soloist)
- Theme and Variations (demi-soloist)
- West Side Story Suite (María)
- Within the Golden Hour